# Bursa Büyükşehir Belediye Spor Kulübü (pallavolo maschile)
Il Bursa Büyükşehir Belediye Spor Kulübü è una società pallavolistica turca, con sede a Bursa: milita nel campionato turco di Efeler Ligi e fa parte della società polisportiva Bursa Büyükşehir Belediye Spor Kulübü.

## Storia
La squadra di pallavolo maschile del Bursa Büyükşehir Belediye Spor Kulübü viene fondata nel 2018, dopo la chiusura della squadra di pallavolo femminile, all'interno della società polisportiva omonima. Iscritta in Voleybol 1. Ligi, già nel campionato 2018-19 conquista la promozione in Efeler Ligi, debuttandovi nel campionato seguente.
Retrocede in serie cadetta dopo il tredicesimo posto in classifica al termine dell'annata 2020-21, ma riesce a conservare un posto in Efeler Ligi acquistando i diritti di partecipazione dell'İnegöl.

## Rosa 2022-2023
| N° | Nome              | Ruolo | Data di nascita  | Nazionalità sportiva |
| -- | ----------------- | ----- | ---------------- | -------------------- |
| 1  | Halil Dolaşık     | P     | 10 aprile 1996   | Turchia              |
| 2  | Emre Fırat        | S     | 1º gennaio 1999  | Turchia              |
| 3  | Erenhan Can       | S     | 18 ottobre 1998  | Turchia              |
| 5  | Caner Ergül       | L     | 31 luglio 1994   | Turchia              |
| 6  | Fatih Cihan       | C     | 16 dicembre 1991 | Turchia              |
| 7  | Murilo Radke      | P     | 31 gennaio 1989  | Brasile              |
| 8  | Gökhan Gökgöz     | S     | 6 gennaio 1993   | Turchia              |
| 9  | Uğur Güneş        | C     | 11 agosto 1993   | Turchia              |
| 10 | Emre Batur        | C     | 21 aprile 1988   | Turchia              |
| 11 | Halit Kurtuluş    | C     | 26 giugno 2002   | Turchia              |
| 14 | Fatih Yörümez     | L     | 11 marzo 2000    | Turchia              |
| 15 | Metin Toy         | O     | 3 maggio 1994    | Turchia              |
| 16 | Berk Dilmenler    | O     | 29 luglio 2004   | Turchia              |
| 17 | Burak Çevik       | L     | 14 febbraio 1997 | Turchia              |
| 18 | Dmitrii Bahov     | S     | 23 ottobre 1990  | Moldavia             |
| 20 | Christian Voukeng | C     | 6 novembre 1992  | Camerun              |